# Colin Muir Barber

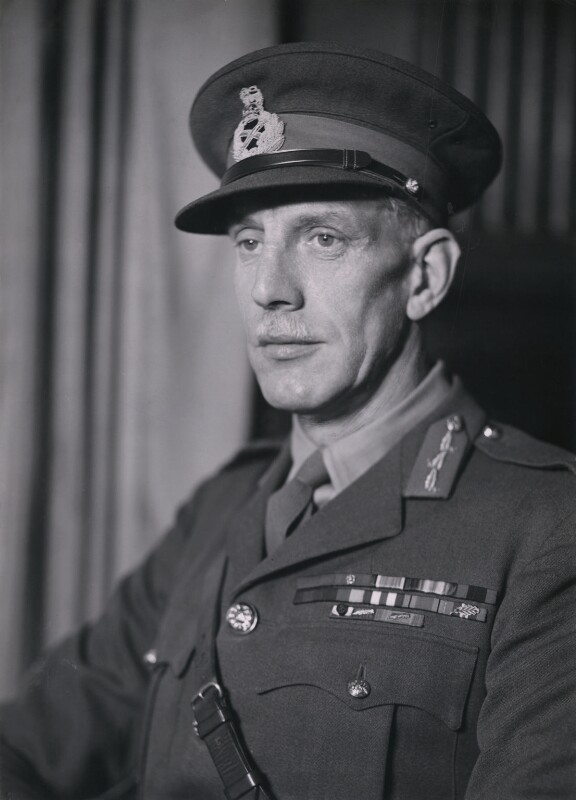
Sir Colin Muir Barber (1949)

Generalleutnant Sir Colin Muir Barber KBE, CB, DSO (* 27. Juni 1897 in Wallasey in der Grafschaft Cheshire im Vereinigten Königreich; † 5. Mai 1964) war ein britischer Offizier.

## Leben
Colin Muir Barber wurde als fünfter Sohn des John Barber aus Little Hayes geboren. Nach der Schulzeit in Uppingham wurde er am 25. Januar 1916 Leutnant bei „The Liverpool Scottish“ und am 1. Juni 1916 zum Oberleutnant befördert. 1917 tat er sich in Frankreich mit den Cameron Highlanders hervor, wofür er eine ehrenvolle Erwähnung erhielt (Special Commendation).
1919 schiffte er sich mit seinem Bataillon nach Indien ein und diente dort unter anderem in Rawalpindi, Kalkutta und Rangun. Am 31. Januar 1925 erfolgte die Beförderung zum Hauptmann. In dieser Zeit erregte er Aufsehen als ausgezeichneter Athlet. Nach seiner Zeit in Indien besuchte er die Royal Military Academy Sandhurst und wurde 1937 zum Stabsoffizier im Rang eines Majors befördert. Seine nächste Verwendung war im Generalstab bei der 51st (Highland) Division.
Die Division wurde zu Beginn des Zweiten Weltkriegs nach Frankreich verlegt. Im April 1940 wurde Barber stellvertretender Kommandeur des 1. Bataillons. Er zeichnete sich durch strategisches Geschick aus und wurde für seine Leistungen mit dem Distinguished Service Order (DSO) ausgezeichnet und Mentioned in Despatches. Nach der Rückkehr aus Frankreich wurde er Bataillons-Kommandeur. Mit seinem Bataillon ging er nach Aruba, (Niederländische Antillen), wo er am 4. November 1940 zum Lieutenant Colonel befördert wurde. 1941 kehrte er nach England zurück und wurde zum Ersten Generalstabsoffizier bei der 53rd (Welsh) Division ernannt. Im selben Jahr wurde er Kommandeur einer Brigade in der 15th (Scottish) Division, ab dem 30. Juni 1943 im Rang eines Colonels. Im Juni 1944 nahm er mit der Division an den Kämpfen in der Normandie (Operation Overlord) teil; kurze Zeit später wurde Barber Kommandeur der Division. Er konnte sich in dieser Funktion im weiteren Verlauf außerordentlich hervortun, weshalb er auch mehrfach ausgezeichnet wurde: Er wurde zum Companion des Order of the Bath (CB) ernannt, erhielt als Ergänzung zu seinem DSO (=Distinguished Service Order) eine Spange (Bar), was einer zweiten Verleihung entspricht, den 1939-1945-Star, den Frankreich-Deutschland-Stern, Verteidigungs- und Kriegsmedaillen, die Silberne Palme des Kronenordens (Belgien), das Croix de guerre mit Palme und diverse ehrenvolle Erwähnungen und Würdigungen, unter anderem nach der Befreiung von Breda am 28. Oktober 1944. Am 14. November 1944 wurde er schließlich zum Major General befördert.
Nach Kriegsende war er in Schloss Wiligrad stationiert und unterzeichnete als Bevollmächtigter des Hauptquartiers der Britischen Rheinarmee gemeinsam mit dem gleichrangigen sowjetischen Offizier Nikolai Grigorjewitsch Ljaschtschenko (Bevollmächtigter des Oberbefehlshabers der Roten Armee) am 13. November 1945 in Gadebusch ein sowjetisch-britisches Abkommen zur Grenzbereinigung zwischen Mecklenburg und Schleswig-Holstein, das später nach beiden benannte Barber-Ljaschtschenko-Abkommen. Getauscht wurden Gebiete im Bereich Ratzeburger See und Schaalsee. Auf diese Weise kamen mecklenburgische Gebiete zur britischen Besatzungszone, und bisher britisch besetzte Gebiete östlich des Schaalsees wurden in die sowjetische Besatzungszone überführt.
Nach dem Krieg wurde er zum Kommandeur der 51. Highland Division ernannt. In dieser Funktion blieb er bis 1949. Anschließend wurde er zum Generalstabschef in West-Afrika ernannt. Kurz darauf musste er aber ins Vereinigte Königreich zurückkehren, weil seine Frau, Mary Nixon, erkrankte und in diesem Jahr starb. In der Folgezeit wurde Barber of Director of Military Training im Kriegsministerium. Am 27. Februar 1952 wurde er zum Lieutenant General befördert und General Officer Commanding des Scottish Command sowie Gouverneur von Edinburgh Castle. Elisabeth II. erhob ihn 1952 als Knight Commander des Order of the British Empire (KBE) in den britischen Adelsstand; fortan durfte er den Namenszusatz „Sir“ tragen. 1953 wurde ihm die „Coronation Medal“ verliehen. Am 28. März 1955 wurde er pensioniert.
Nach seiner ersten Ehe mit Mary Nixon, mit der er drei Kinder hatte, heiratete er 1953 Vera Milburn. Er starb am 5. Mai 1964, nach einer Partie Golf. Die Trauerfeier fand am 11. Mai in der Kathedrale von Ripon in Yorkshire statt. Es trauerten seine Witwe, sein Sohn James und seine Tochter Sheena (die zweite Tochter war vor ihrem Vater verstorben) und seine Schwester Elspeth.
Sir Colin Muir Barber war 2,03 m groß und damit der größte Offizier der alliierten Streitkräfte. Ironischerweise trug er den Spitznamen „Tiny Barber“ (zu Deutsch etwa: "Winzling Barber"). Er war ein begabter Kommandant und soll sehr humorvoll gewesen sein, dazu ein treuer Freund und deshalb sehr beliebt bei seinen Kameraden.